# Federico I de Sajonia
Federico I de Sajonia y IV de Meissen, el Pendenciero (en alemán: Friedrich der Streitbare; Altenburgo, 11 de abril de 1370 - Altenburgo, 4 de junio de 1428) fue margrave de la Marca de Meissen-Lusacia entre 1381 y 1423 como Federico IV, y conde palatino de Sajonia y elector de Sajonia entre 1423 y 1428.
Federico era hijo de Federico III el Severo, de la casa de Wettin y Catalina de Henneberg.
Federico sucedió a su padre a los once años junto a sus hermanos Guillermo II de Meissen el Rico y Jorge de Meissen, y su primo Federico IV de Meissen el Pacífico, hijo de Baltasar de Turingia. Todos ellos estuvieron bajo la tutela de su tío Guillermo I de Meissen el Tuerto.
Desde joven se distinguió como guerrero, de donde procede su sobrenombre, y participó en la expedición de los Caballeros Teutónicos contra los lituanos y el rey Wenceslao IV de Bohemia. 
Federico también fue un gobernante culto y en 1409 fundó la Universidad de Leipzig. 
Se unió al bando del emperador Segismundo del Sacro Imperio Romano Germánico durante las guerras husitas y por sus servicios fue recompensado el 6 de enero de 1423 con el Ducado de Sajonia-Wittenberg y el condado Palatino de Sajonia, tras la muerte del último ascanio, Alberto IV de Sajonia. Con esta adquisición, los territorios de los Wettin crecieron en gran medida y sus Estados comenzaron a ser de los más poderosos dentro del Sacro Imperio Romano Germánico. Federico IV empezó a nombrarse él mismo Federico I Duque y Elector.
Con la muerte de su hermano Guillermo II el Rico, Federico se convirtió en el gobernante de todos los territorios de la casa de Wettin exceptuando el Landgraviato de Turingia. Fue el primer Wettin enterrado en la Capilla Ducal de la Catedral de Meissen, en 1428.

## Matrimonio y descendencia
Contrajo matrimonio con Catalina de Brunswick-Lüneburg el 7 de febrero de 1402, con la que tuvo siete hijos:
- Federico II de Sajonia el Apacible, Elector de Sajonia;
- Ana de Sajonia, esposa de Luis I, Landgrave de Hesse;
- Catalina, esposa de Federico II de Brandeburgo;
- Enrique;
- Guillermo III de Turingia el Valiente, Landgrave de Turingia;
- Sigmund, obispo de Wurzburgo;
- Catalina (fallecida a temprana edad).

| Predecesor: Alberto IV | Elector de Sajonia 1423-1428 | Sucesor: Federico II |